# Conferencia de las Partes
Una Conferencia de las Partes (en inglés COP, Conference of the Parties), también conocida como Conferencia de los Estados Signatarios, es el órgano rector de ciertas convenciones internacionales.
Está compuesta por todos los Estados miembros de la conferencia (estado parte) y debe verificar que los objetivos de los convenios internacionales adoptados se hayan aplicado correctamente.

## Medio Ambiente

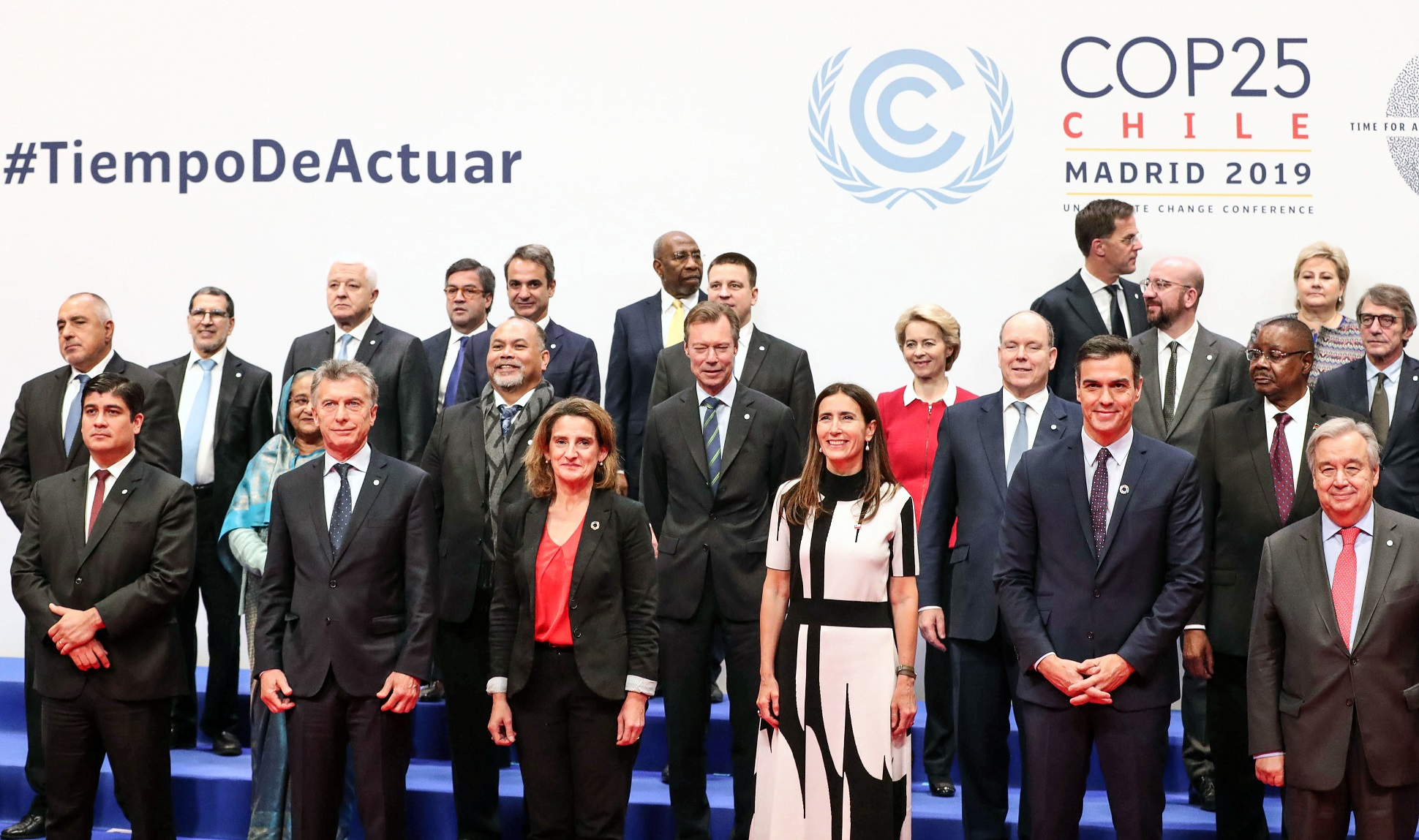
Inauguración de la Conferencia de las Naciones Unidas sobre el Cambio Climático de 2019 Chile-Madrid.

La primera conferencia mundial sobre el clima se remonta a 1979, en Ginebra (Suiza). En esta ocasión, se lanzó un Programa Mundial de Investigación del Clima, bajo la responsabilidad de la Organización Meteorológica Mundial (OMM), del Programa de las Naciones Unidas para el Medio Ambiente (PNUMA) y el Consejo Internacional de Uniones Científicas (ICSU).

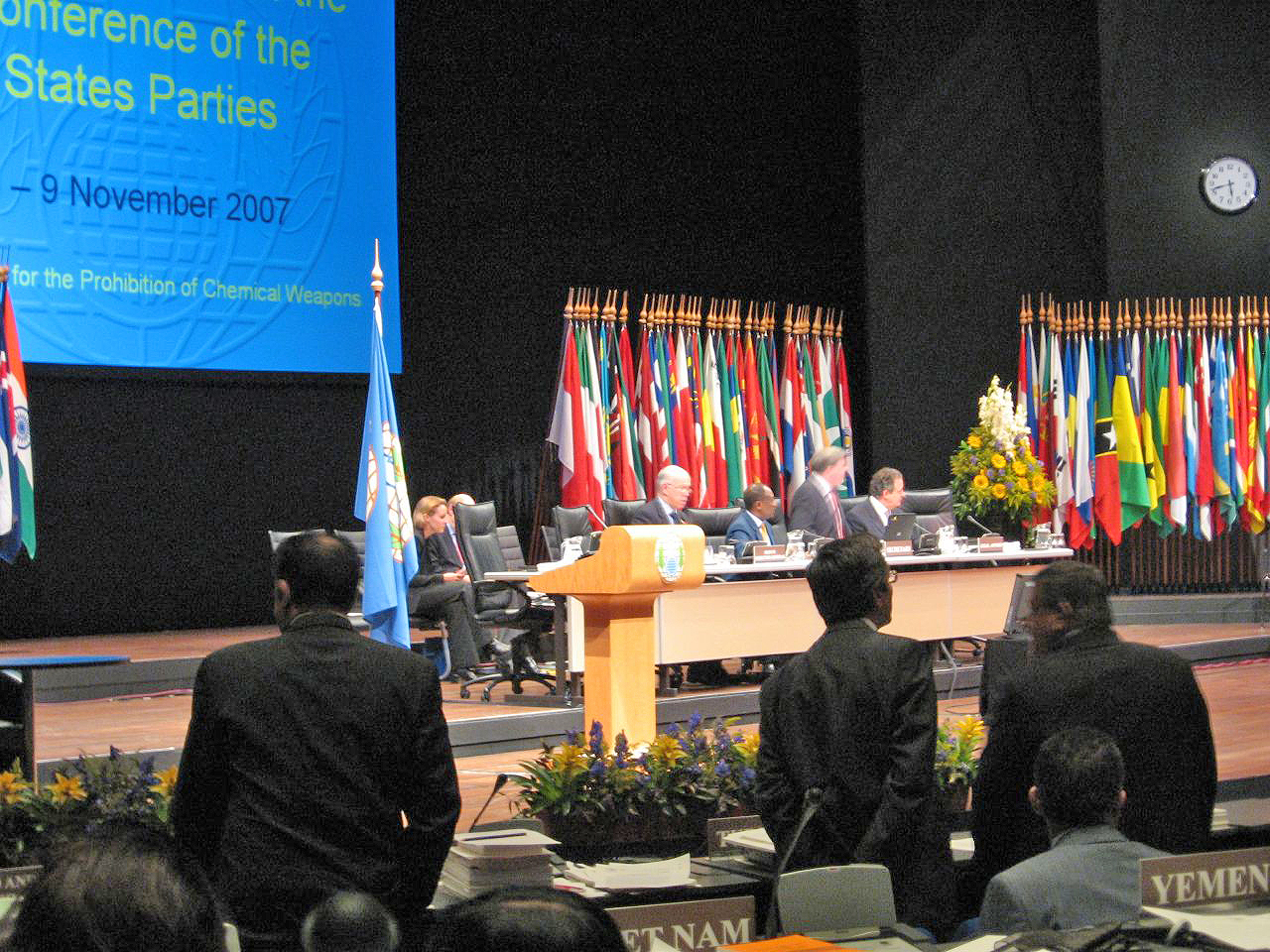
Conferencia de las Partes de la Convención sobre Armas Químicas en 2007.

En 1988, la OMM y el PNUMA crearon el Panel Intergubernamental sobre el Cambio Climático (IPCC) para proceder a intervalos regulares a una evaluación del estado del conocimiento sobre el cambio climático. Su primer informe en 1990 reconocía la responsabilidad humana por el cambio climático y sirvió de base para el desarrollo de la Convención Marco de las Naciones Unidas sobre el Cambio Climático (CMNUCC).
La primera Cumbre de la Tierra celebrada en 1992 en Río de Janeiro (Brasil) fue un paso crucial en las negociaciones internacionales sobre el clima con la firma de la Convención Marco de las Naciones Unidas sobre el Cambio Climático. Se reconoció oficialmente la existencia del cambio climático y la responsabilidad humana por este fenómeno. Su objetivo fue estabilizar las concentraciones atmosféricas de gases de efecto invernadero a un nivel que evite cualquier perturbación humana peligrosa del sistema climático. El Convenio Marco entró en vigor el 21 de marzo de 1994 y ha sido ratificado por 195 países, llamados "Partes", además de la Unión Europea.
Las convenciones con una Conferencia de las Partes (COP) incluyen:
- Convención Marco de las Naciones Unidas sobre el Cambio Climático.
  - Conferencias de las Naciones Unidas sobre el cambio climático.[1]
- Convención de las Naciones Unidas de Lucha contra la Desertificación.
- Convención de las Naciones Unidas contra la Corrupción.
- Convención sobre la Conservación de las Especies Migratorias de Animales Silvestres.
- Convención sobre el Comercio Internacional de Especies Amenazadas de Fauna y Flora Silvestres.
- Convenio sobre la Diversidad Biológica.
- Convenio de Ramsar.
- Convención de Basilea.
- Convenio de Róterdam.
- Convenio Marco para el Control del Tabaco.
- Convención de Estocolmo
- Tratado de No Proliferación Nuclear.
- Convención sobre Armas Químicas.
- Protocolo de Kioto.